# Karnekampia
Karnekampia is een geslacht van tweekleppigen uit de  familie van de Pectinidae (mantelschelpen). 

## Soort
- Karnekampia sulcata (Müller, 1776)